# Yutaka Takanashi
Yutaka Takanashi (高梨 豊, Takanashi Yutaka) est un photographe japonais qui se consacre à la mode, au design urbain et à la vie citadine. Il est surtout connu pour ses représentations de Tokyo.

## Biographie
Yutaka Takanashi naît le 6 février 1935 à Shirogane-chō, dans l'arrondissement Ushigome de Tokyo, au Japon. En 1943 il est évacué à Chichibu (Préfecture de Saitama). En 1953, il est diplômé de la « Tokyo Metropolitan Aoyama High School » et intègre le département de photographie de l'université Nihon. Il reçoit un Canon IVSb (son premier appareil).
En 1956, les photographies de Takanashi sont primées au sein du magazine Sankei Camera. Diplômé de l'université en 1957, il essaye de se faire embaucher par différentes sociétés d'information mais échoue et s'installe pour travailler dans la chambre noire du photographe Osamu Yagi (八木治) à Ginza. Son travail pour le diplôme universitaire est publié dans le numéro de septembre de Sankei Camera. Après sa rencontre avec Kiyoji Ōtsuji, il entre à l'« école de design Kuwasawa » en 1959, et en sort diplômé en 1961.
En mai 1960 est organisée sa première exposition personnelle, Somethin' Else, à Ginza Garō. Pour la série du même nom, qui se continue dans sa deuxième exposition, Takanashi fait le tour de Tokyo avec une caméra montée sur trépied et prend des images frontale sur des plans films de 4x5 pouces parallèles au bâtiment ou autre scène photographiées.
En 1961, il rejoint le Nippon Design Center dans lequel il fait des photographies commerciales. Il épouse Reiko Mizoguchi cette année-là.
En 1970, Takanashi démissionne du « Japan Design Center ».
Takanashi occupe un poste permanent à l'université Zokei de Tokyo de 1980 jusqu'en 2000 (professeur à temps plein à partir de 1983), après quoi il se retire, mais continue à enseigner à temps partiel.
À partir de 1992, Takanashi, Genpei Akasegawa et Yūtokutaishi Akiyama travaillent ensemble dans le groupe Raika Dōmei.
Takanashi remporte à deux reprises le prix de la Société de photographie de la Société photographique du Japon en 1984 et 1993.

## Expositions

### Expositions personnelles
De 1960 aux années 2010, Yutaka Takanashi a réalisé plusieurs expositions personnelles, la plupart à Tokyo.
- Somethin' Else, arrondissement de Ginza Garō (Ginza, Tokyo), 1960[4]
- Hyōteki ((標的?), Target).　Ginza Garō (Ginza, Tokyo), 1962[4]
- 天使紀行 (Tenshi kikō?), Wako (Ginza, Tokyo), 1974[4]
- 町 (Machi?),　Minolta Photo Space (Tokyo), 1978[4]
- 人像 (Jinzō?),　Minolta Photo Space (Osaka), 1979[4]
- 東京人 1978～1982 (Tōkyōjin 1978-1982?),　Olympus Gallery (Tokyo), 1982[4]
- 人像Ⅱ (Jinzō II?),　Minolta Photo Space (Tokyo), 1986[4]
- Tokyo-jin 1978-1983, Espace Japon (Paris), 1986[4]
- 都の貌 1986～1988 (Miyako no kao: 1986-1988?), Inax Gallery 2 (Kyōbashi, Tokyo), 1988[4]
- それぞれの街 (Sorezore no machi?), Musée d'art de Setagaya (arrondissement de Setagaya, Tokyo), 1988[4]
- マガジーン (Magajīn?), Ginza « Salon Canon » (Tokyo), 1988[4]
- 都市へ・から展 (Toshi e/kara ten?), Frog (Tokyo), 1989[4]
- 初国 (Hatsukuni?), Minolta Photo Space (Tokyo), 1992[4]
- 東京・銀座三代記 (Tōkyō Ginza sandaiki?), Gallery Art-Graph (Tokyo), 1995 (exposition d'une série de trois, les autres exposants étant Shigeichi Nagano et Osamu Kanemura)[4]
- 疾駆する写真家高梨豊〈方法論〉の彼方ヘ、展 (Shikku suru shashinka: Takanashi Yutaka 'hōhōron' no kanata e, ten?), Guardian Garden (Tokyo), 1996[4]
- 高梨豊ギャラリー (Takanashi Yutaka gyararī?), Canon Makuhara Wonder Museum (ville de Chiba), 1999[4]
- 地名論 (Chimeiron?), Konica Plaza (Tokyo), 2000[4]
- Windscape - 車窓から (Windscape - shasō kara?), Visual Arts Gallery (Osaka), 2002[4]
- 高梨豊　光のフィールドノート (Takanashi Yutaka : Hikari no fīrudonōto?), musée d'art moderne de Tokyo, janvier-mars 2009[5]
- Yutaka Takanashi: Photography 1965-74, galerie Priska Pasquer (Cologne), avril-juin 2010
- Yutaka Takanashi, Fondation Henri Cartier-Bresson, Paris, 10 mai - 29 juillet 2012

### Expositions de groupe
Yutaka Takanashi a aussi participé à plusieurs expositions de groupe.
- 現代写真の10人 (Gendai shashin no 10-nin?), musée d'art moderne de Tokyo, 1966[4]
- 第10回日本現代美術展 (Dai-10-kai Nihon gendai bijutsuten?), musée d'art métropolitain de Tokyo, 1971[4]
- 15人の写真家 (15-nin no shashinka?), musée d'art moderne de Tokyo, 1974[4]
- Neue Fotografie aus Japan, Kunsthaus Graz et ailleurs 1976[4]
- Photokina '78 (Cologne), 1978[4]
- パリ・ニューヨーク・東京 (Pari, Nyūyōku, Tōkyō?), musée de photographie de Tsukuba, 1985 (Tsukuba, Ibaraki), 1985[4]
- 11人の1965～75　日本の写真は変えられたか (11-nin no 1965-75: Nihon no shashin wa kaeraretaka?), musée préfectoral d'art de Yamaguchi, 1989[4]
- Toshi no shisen ((東京　都市の視線?)) / Tokyo: A City Perspective. Musée métropolitain de photographie de Tokyo, juin-juillet 1990[4]
- 戦後文化の軌跡1945-1995 (Sengo bunka no kiseki 1945-1995?), musée d'art de Meguro (Meguro, Tokyo), 1995[4]
- (ja) Barabara ni natta karada ((ばらばらになった身体?)) / Body in Pieces. Musée d'art moderne de Tokyo, octobre-décembre 2006[6]

## Collections permanentes
Les œuvres de Takanashi font partie de collections permanentes de plusieurs institutions muséales telles que le musée d'art de Setagaya et le musée d'art moderne de Tokyo, le musée métropolitain de photographie de Tokyo.